# GNU TeXmacs
GNU TeXmacs 是一款自由的科学文本编辑器和GNU项目的排版軟體。它吸收了 TeX 和 Emacs 的特点，尽管未使用这两者的代码。TeXmacs 使用 TeX 字体。它由 Joris van der Hoeven 等人开发和维护。该程序能够以所见即所得的用户界面创建结构化文档。用户可以自行创建新的文档样式。编辑器采用高质量的排版算法和 TeX 字体用于专业出版。

## 特点
TeXmacs 可作為一系列计算机代数系统的前端，例如 Maxima 和 Sage。將計算或推導得出的數學公式直接顯示在筆記中，無須重複輸入和語法翻譯。
作為所见即所得的文本编辑器（如Microsoft Word），TeXmacs 提供一套設計良好的 GUI 界面，用戶不需要記憶排版引擎的 DSL 語法。
TeXmacs同时支持 Scheme 扩展语言 Guile，用于定制程序和编写扩展，提供用戶深度自訂的自由。
TeXmacs 不是 LaTeX 的前端程序，但 TeXmacs 文档可以被自由转换成 TeX 或 LaTeX 格式，唯目前轉換效果並不完美還需要進行少量的手動修改。同時也可以容易的將文檔轉換為 HTML、PDF、MathML 和 XML。
TeXmacs 目前可运行在大部分基于 Unix 的系统平台下，包括 Linux、FreeBSD、Cygwin 和 Mac OS X，不過許多發行版必須自行編譯。可以容易的在 Microsoft Windows 下安裝和使用。
TeXmacs还包含簡報模式，可以非常容易的製作投影片（slide/PPT）。目前已經含有一定的图像编辑功能，可以繪製樹圖等。

### 快捷的符號輸入
TeXmacs可以利用制表符（Tab）得到各種相似的符號可以迅捷地输入各类符號。例如，通过输入 => 可以得到数学符号右箭头，利用 Tab 鍵可以快速的得到向右下的箭頭、向左上的箭頭、向上的箭頭。因此，使用者可以以極低的學習成本完成各類符号的输入。也提供完善的 GUI 讓用戶無需記憶和查閱上百個特殊字符對應的指令。

### 批处理
TeXmacs 亦可以批处理方式执行（类似 LaTeX 的一般操作模式），在执行过程中无需打开窗口，例如，命令
```
xvfb-run texmacs --convert article.tm article.pdf --quit
```

将会从 TeXmacs 文档“article.tm”生成 PDF 文件“article.pdf”。

## 支持的后台
TeXmacs 可作为许多软件的前端：

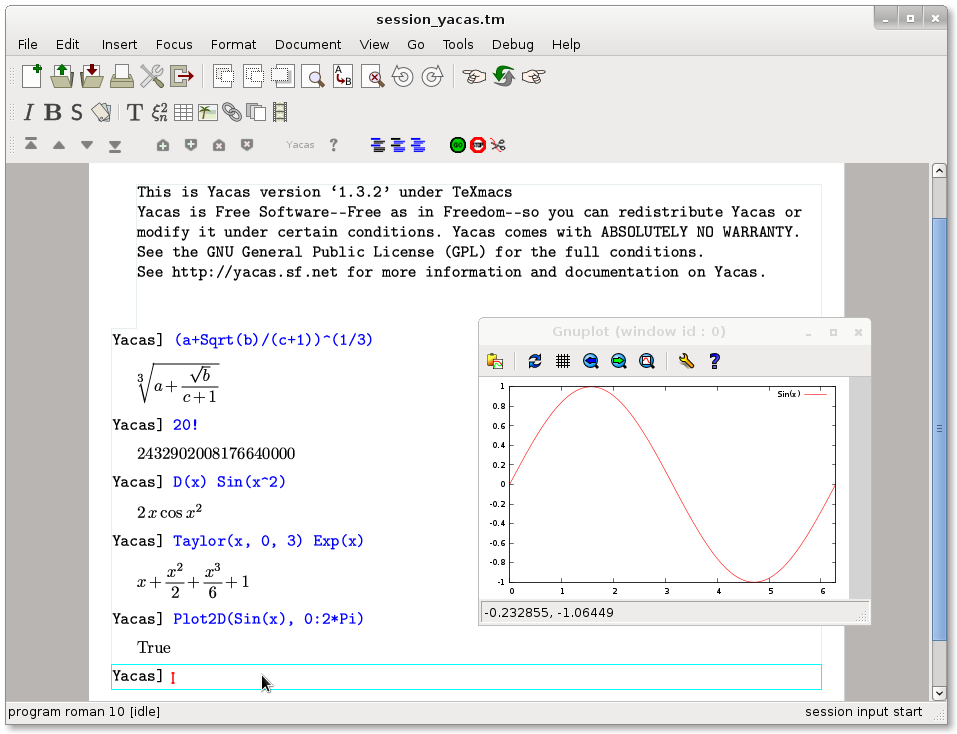
Yacas的TeXmacs前端

- 程序设计语言：CLISP、CMUCL、Python、Qcl、R、Shell
- 计算机代数系统：Axiom、Giac、Macaulay 2、Mathematica、Maxima、MuPAD、PARI/GP、Reduce、SageMath、Yacas
- 数值矩阵系统：MATLAB、GNU Octave、Scilab
- 绘图软件包：gnuplot、Graphviz、XYpic、Mathemagix
- 其他：DraTeX、Eukleides、GTybalt、Lush